# Кемалпаша (квартал в Багджълар)
„Кемалпаша“ (на турски: Kemalpaşa) е квартал на Истанбул, разположен в околия Багджълар. Общата му площ е 0,57 км2. Според данни на Адресната система за регистриране на населението (ABPRS) към 2023 г. населението на „Кемалпаша“ е 32 198 жители.